# Nadar (fotograaf)

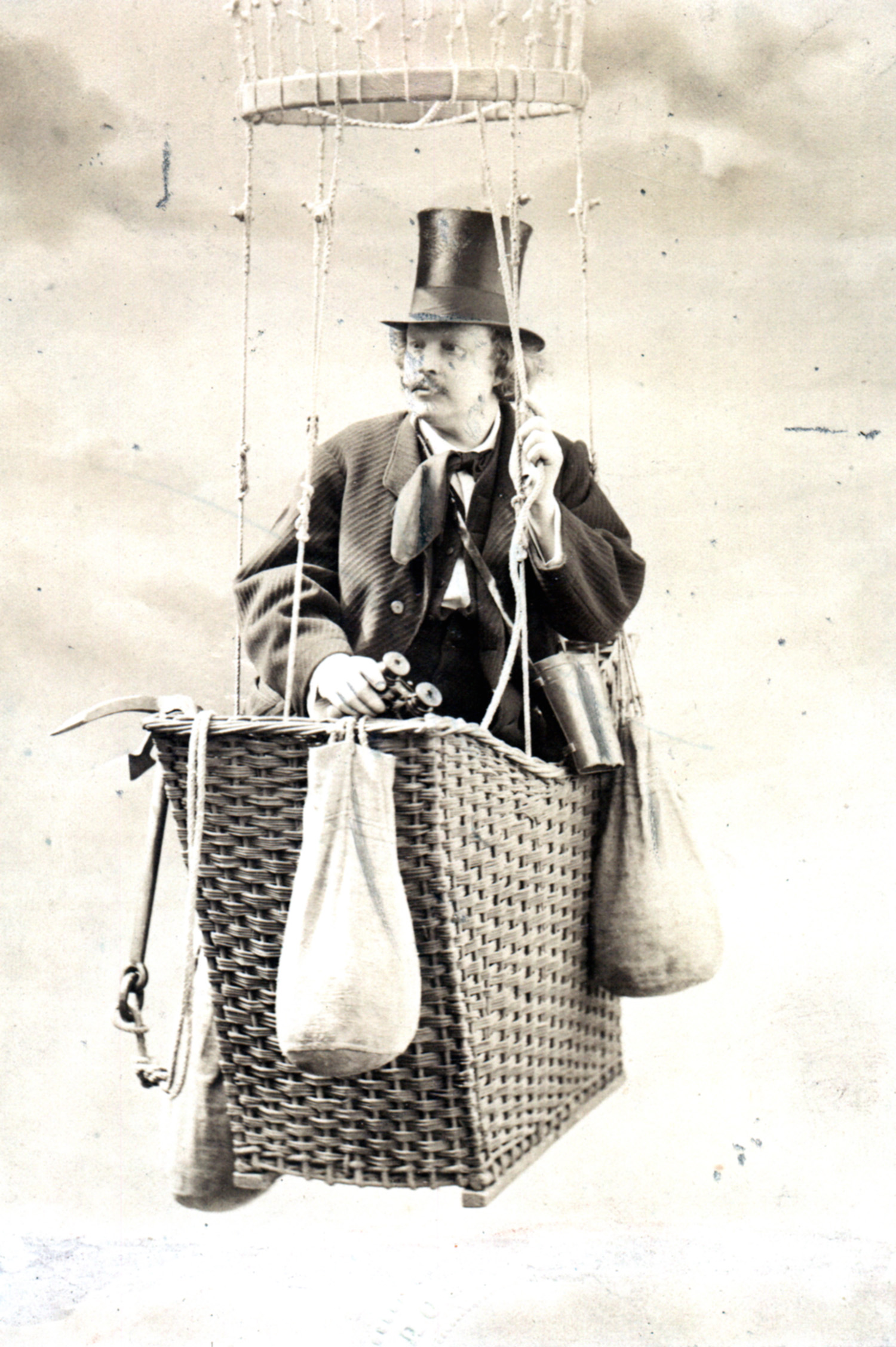
Nadar (zelfportret)

Nadar (Parijs, 6 april 1820 – aldaar, 21 maart 1910), pseudoniem van Gaspard-Félix Tournachon, was een Frans schrijver, tekenaar, fotograaf, journalist en ballonvaarder.

## Leven en werk
Nadar was als karikaturist verbonden aan het blad Le Charivari, net zoals Honoré Daumier. Hij was ook oprichter van de Revue Comique.
Zijn atelier (aan de Boulevard des Capucines) was een ontmoetingsplaats voor componisten (Claude Debussy, Fauré, Liszt, Berlioz), schilders (Monet, Manet, Courbet, Corot) en schrijvers (Hugo, Zola, Maupassant, George Sand). In april 1874 leende hij zijn studio uit aan een groep kunstschilders, voor de eerste impressionistische tentoonstelling.
Beroemd door zijn foto's van tijdgenoten (onder anderen Jules Verne en Sarah Bernhardt), maar vooral door zijn eerste luchtfoto's (reeds in 1858). Hij maakte deze vanuit ballonnen, onder andere vanuit de Géant, waarmee hij in 1863 tot in Hannover vloog. Ook steeg hij, onder het oog van koning Leopold I, op 26 september 1864 vanuit de Kruidtuin te Brussel op. Hier maakte men gebruik van dranghekken, om de veiligheid van de omstanders te garanderen. Nog steeds spreekt men in België van een nadarafsluiting of barrière Nadar. De man zelf kon niet lachen om deze benaming en schreef daarover zelfs een brief naar de Belgische koning.
Tijdens de Frans-Pruisische Oorlog in 1870 maakte Nadar vanuit een luchtballon op 1000 m hoogte foto's van de Duitse stellingen.

## Prijs
In Frankrijk is een prijs voor fotografie naar Félix Nadar genoemd, de Prix Nadar, die sedert 1955 jaarlijks wordt uitgereikt.

## Portrettengalerij

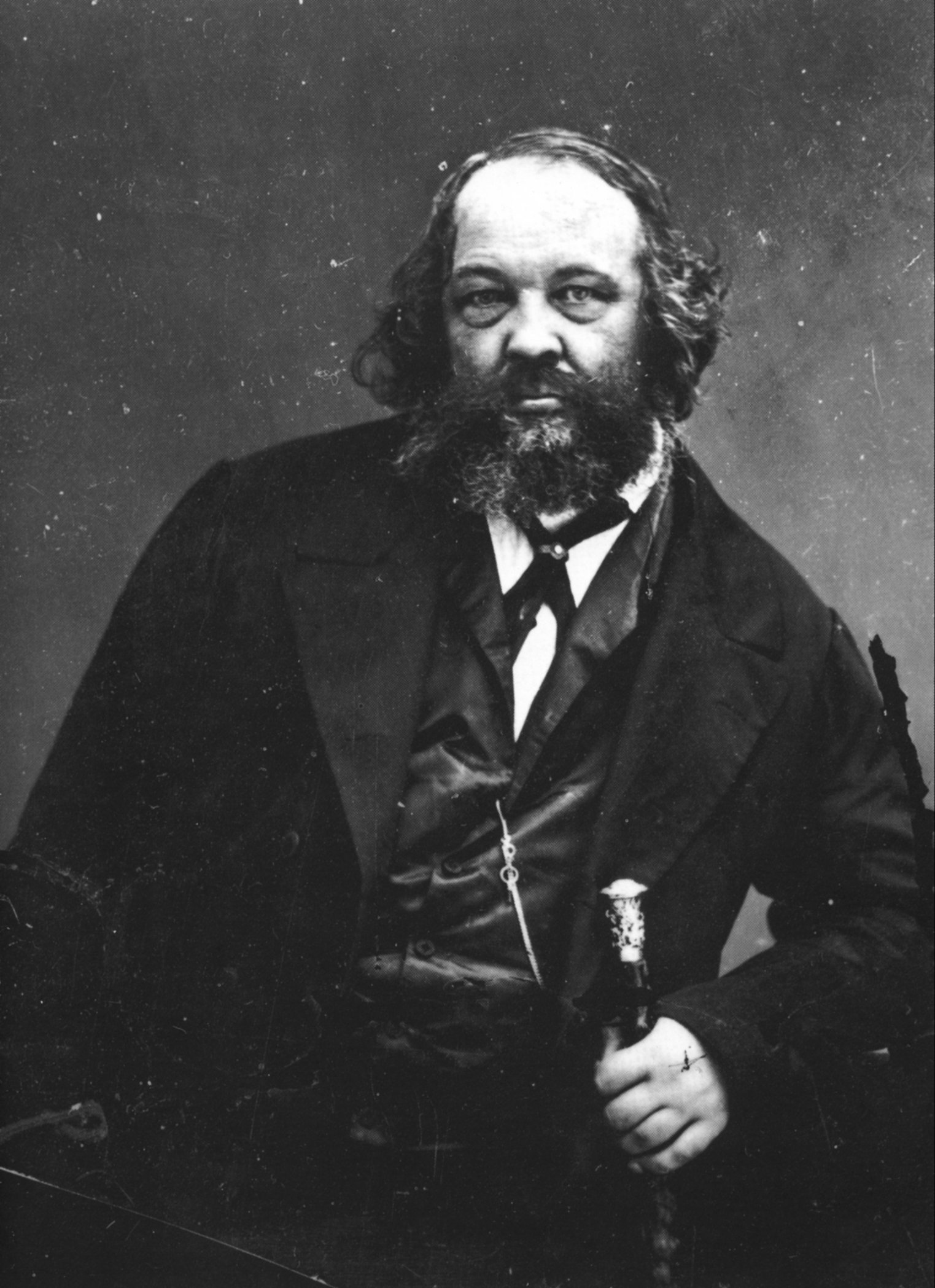
Michail Bakoenin
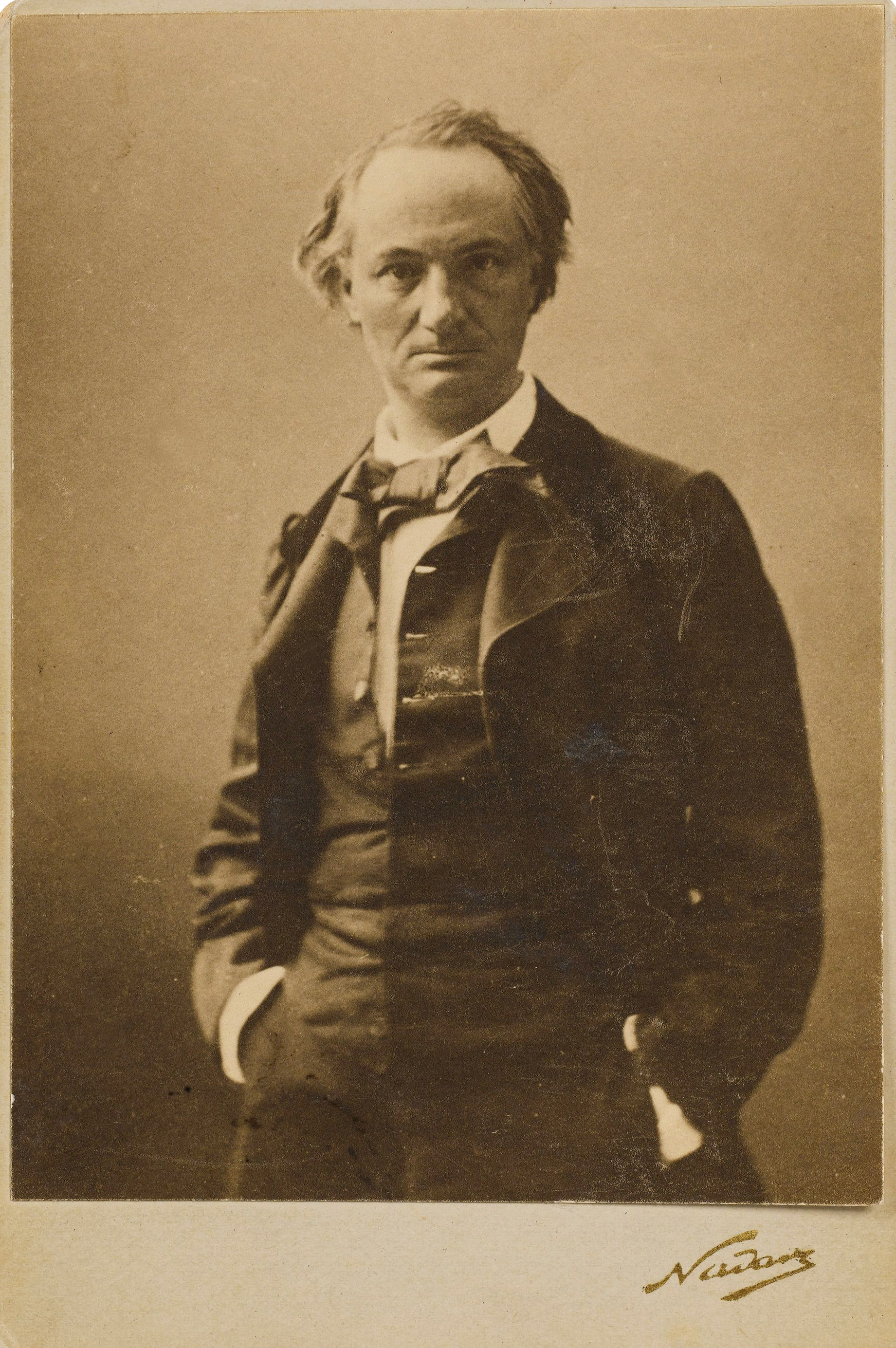
Charles Baudelaire
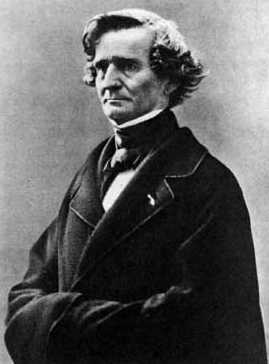
Hector Berlioz
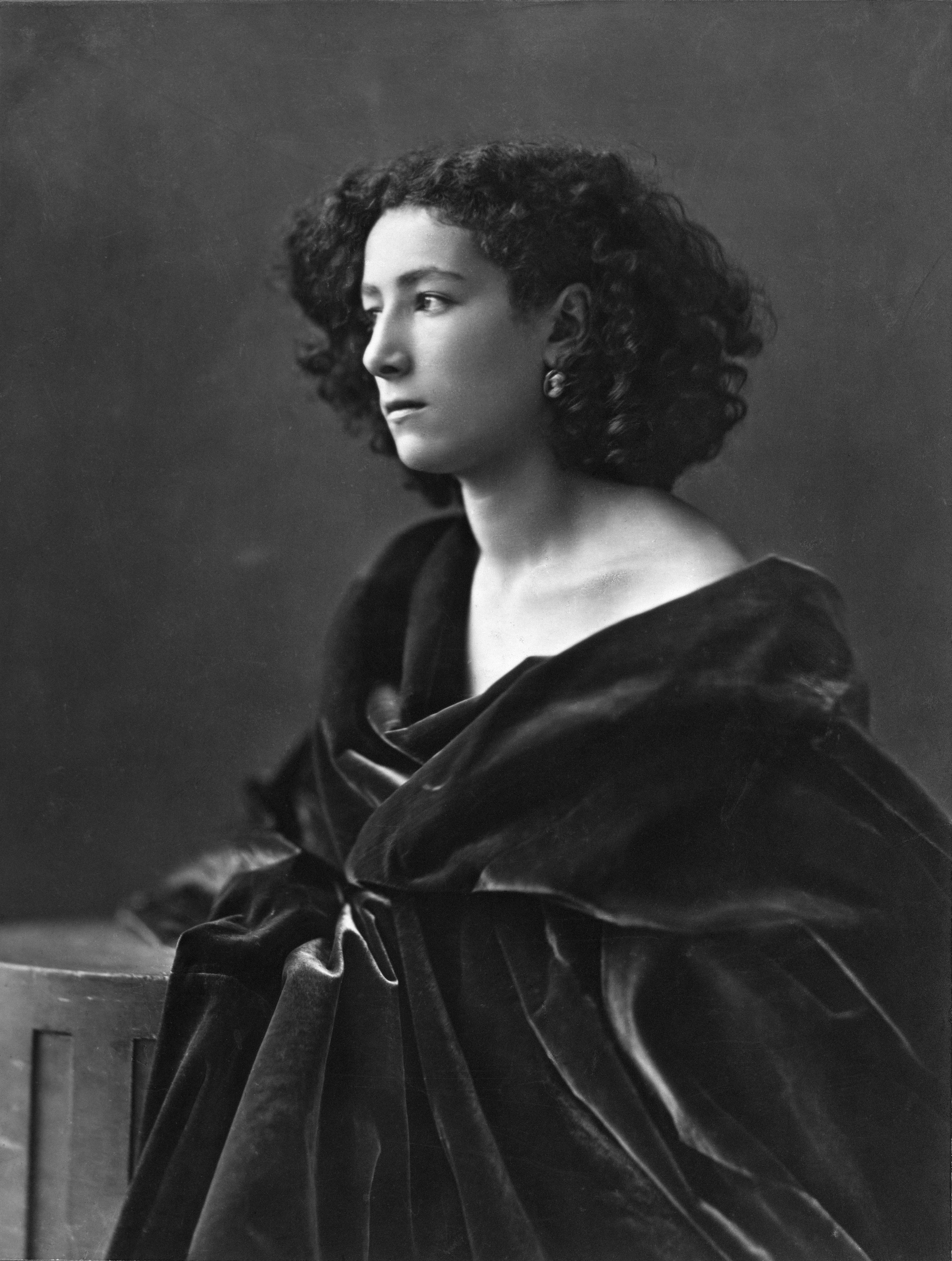
Sarah Bernhardt
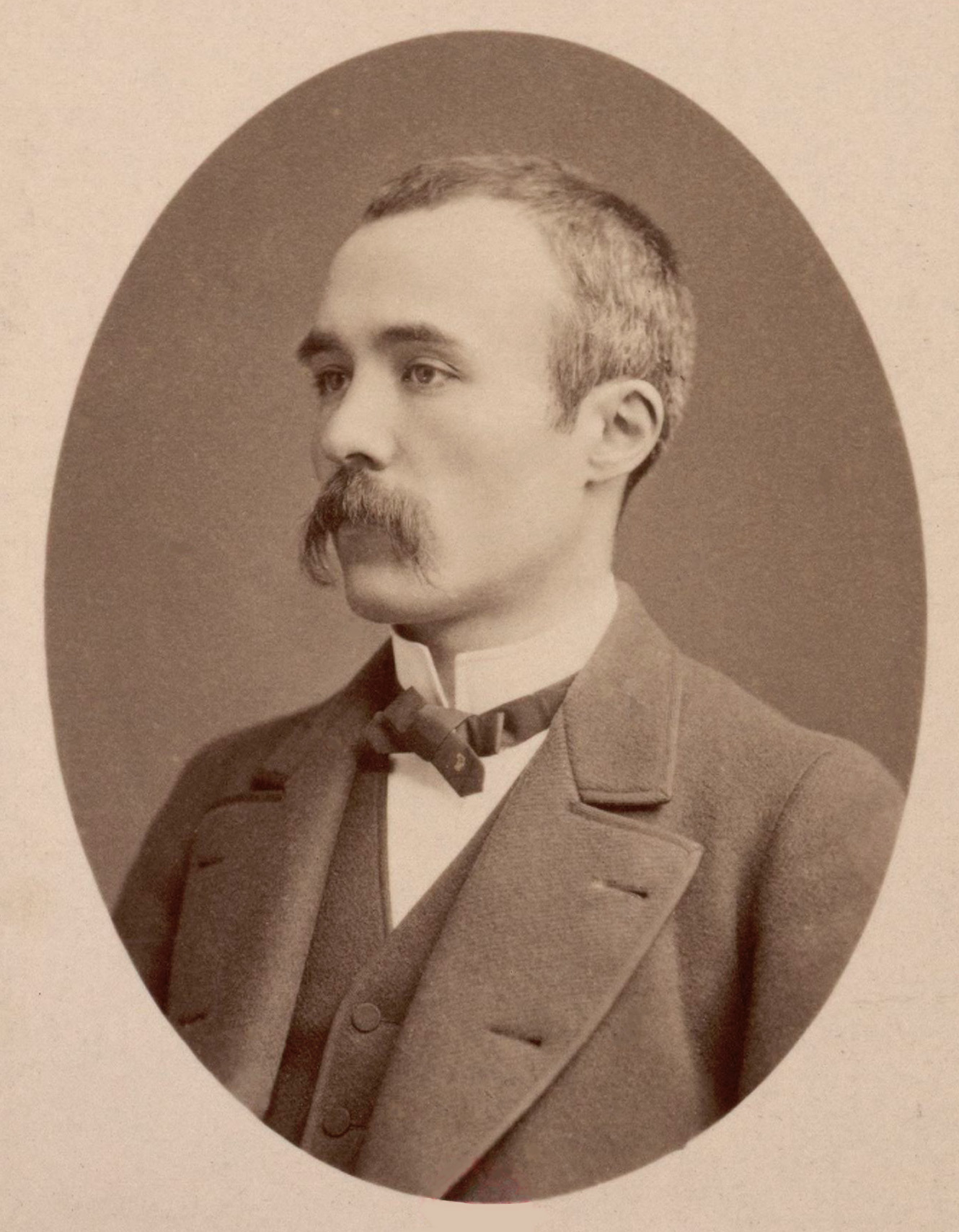
Georges Clemenceau
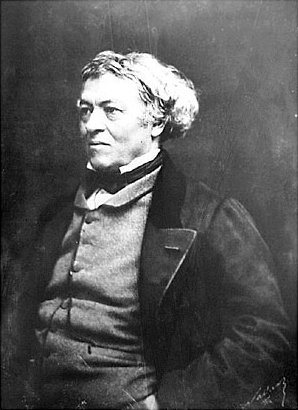
Jean-Baptiste Corot
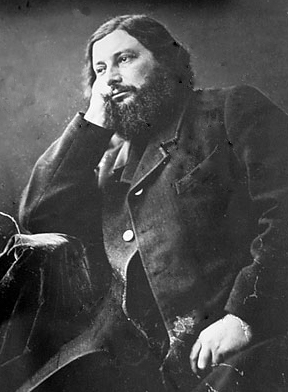
Gustave Courbet
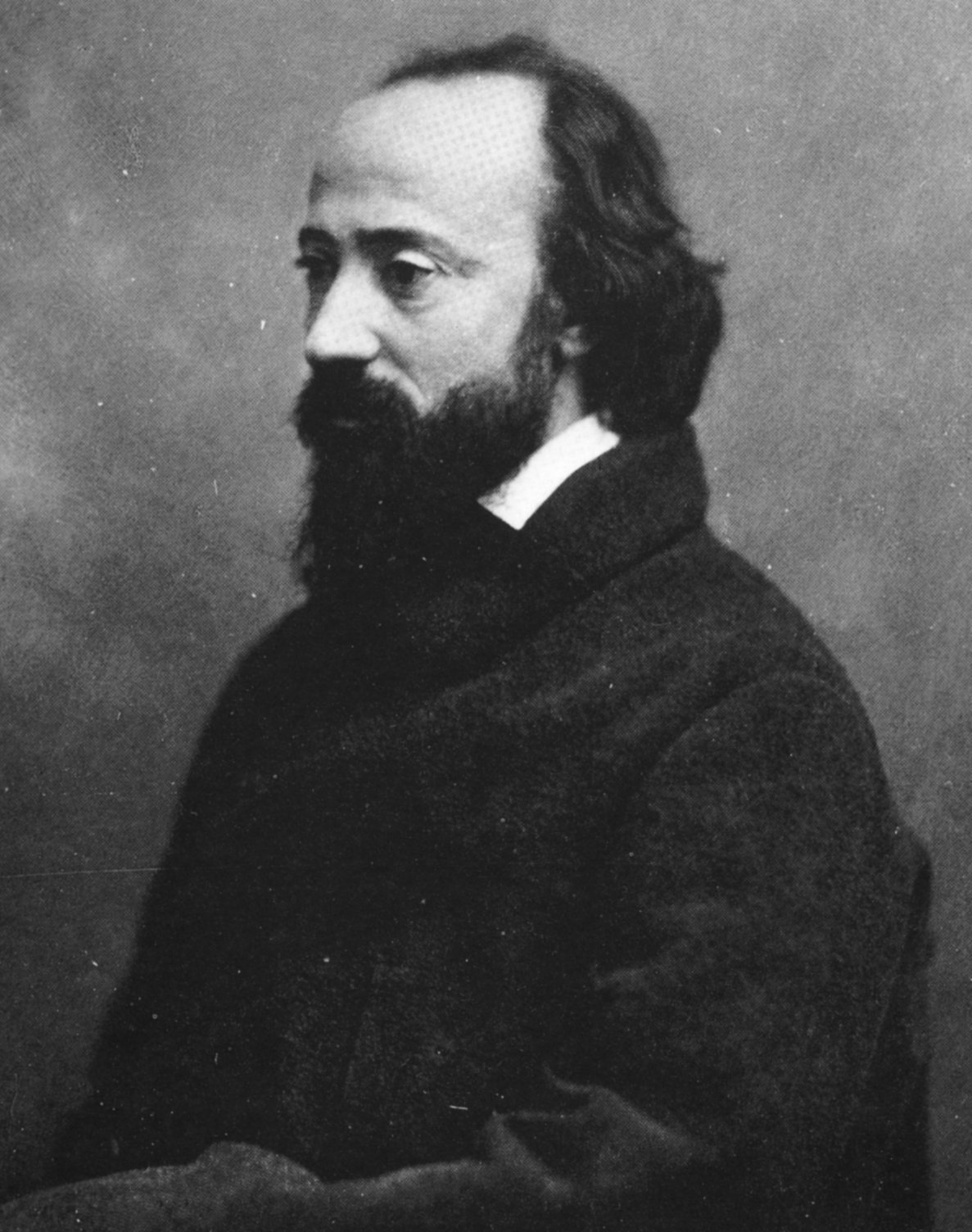
Charles-François Daubigny
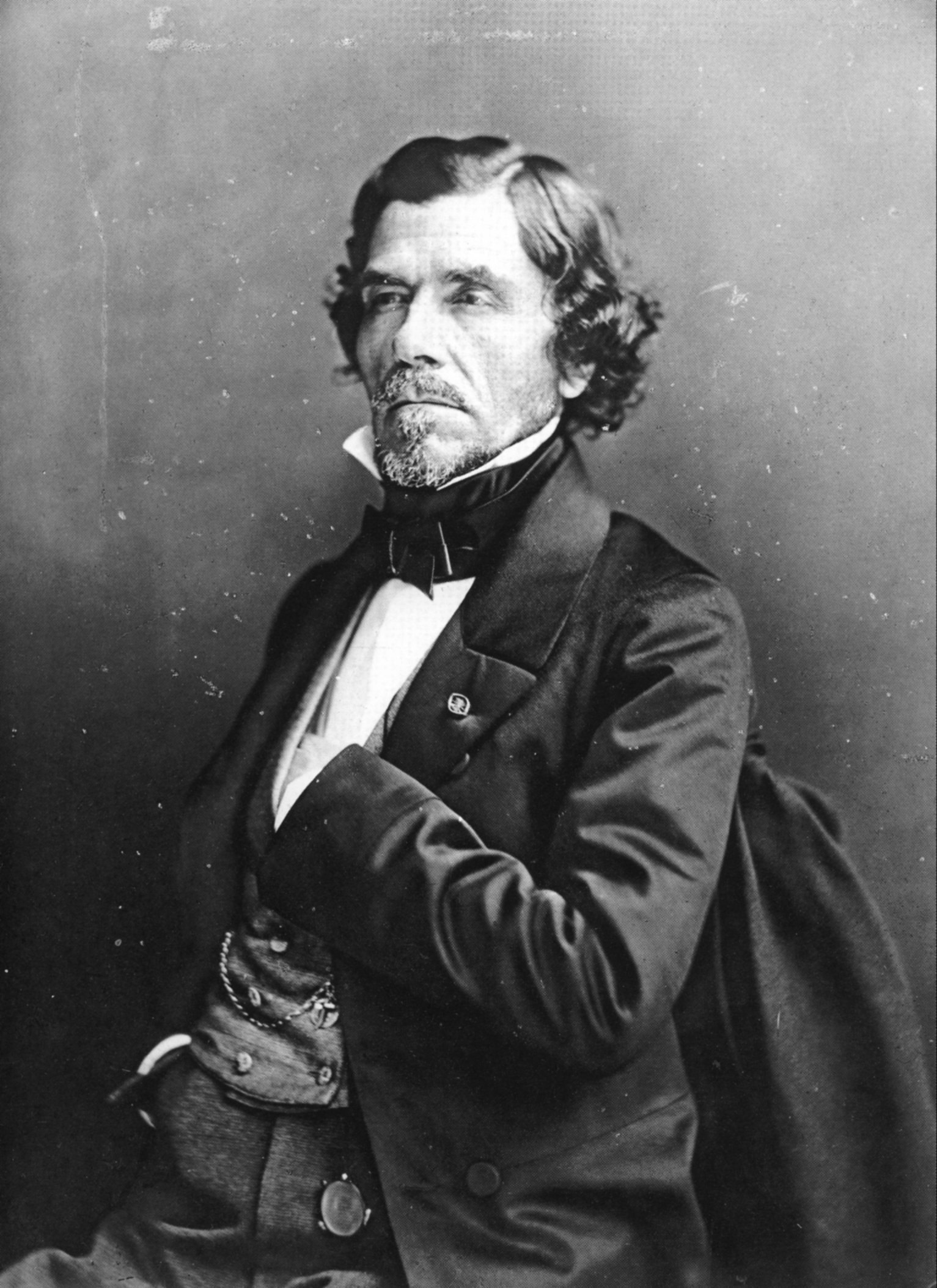
Eugène Delacroix
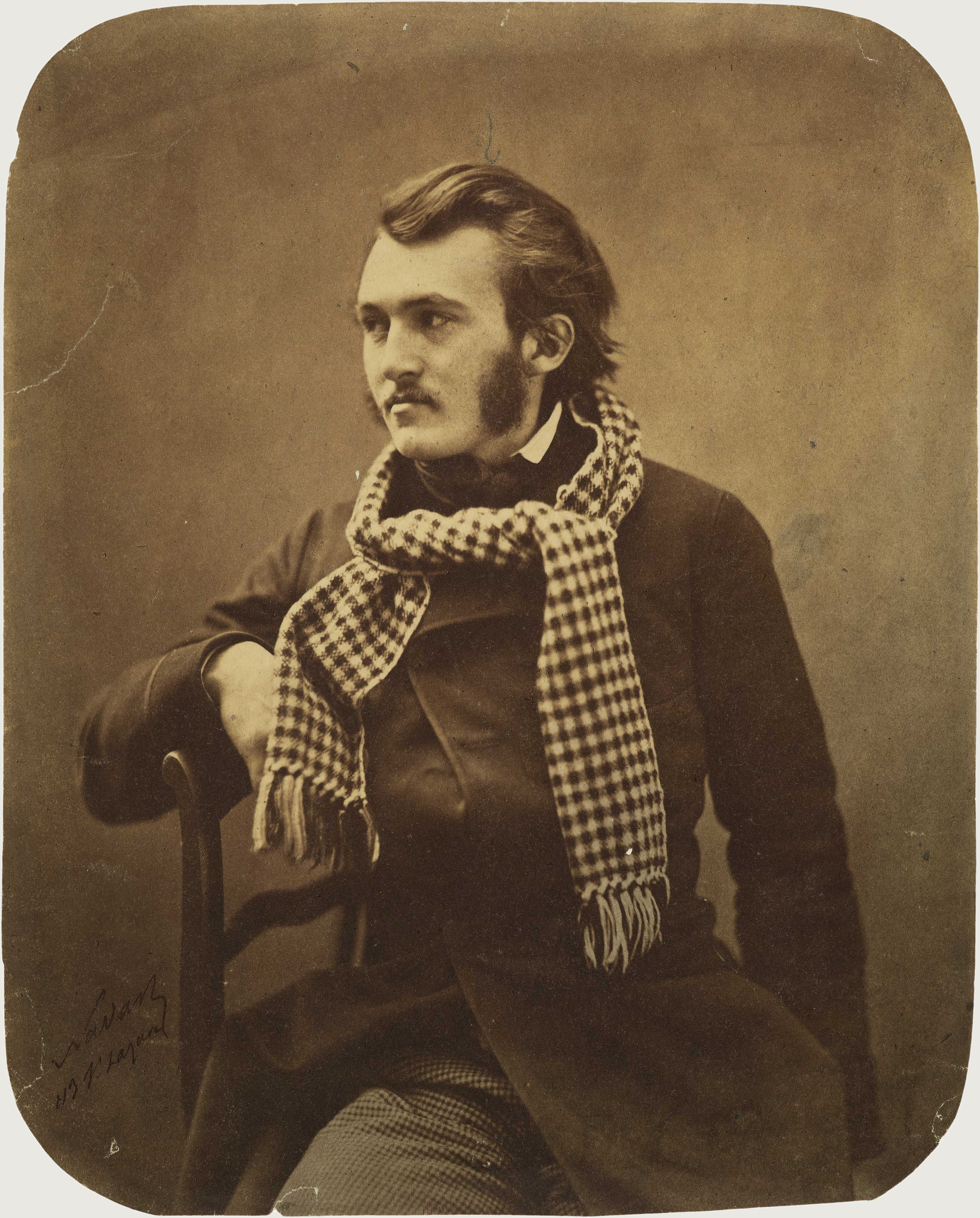
Gustave Doré (1859)
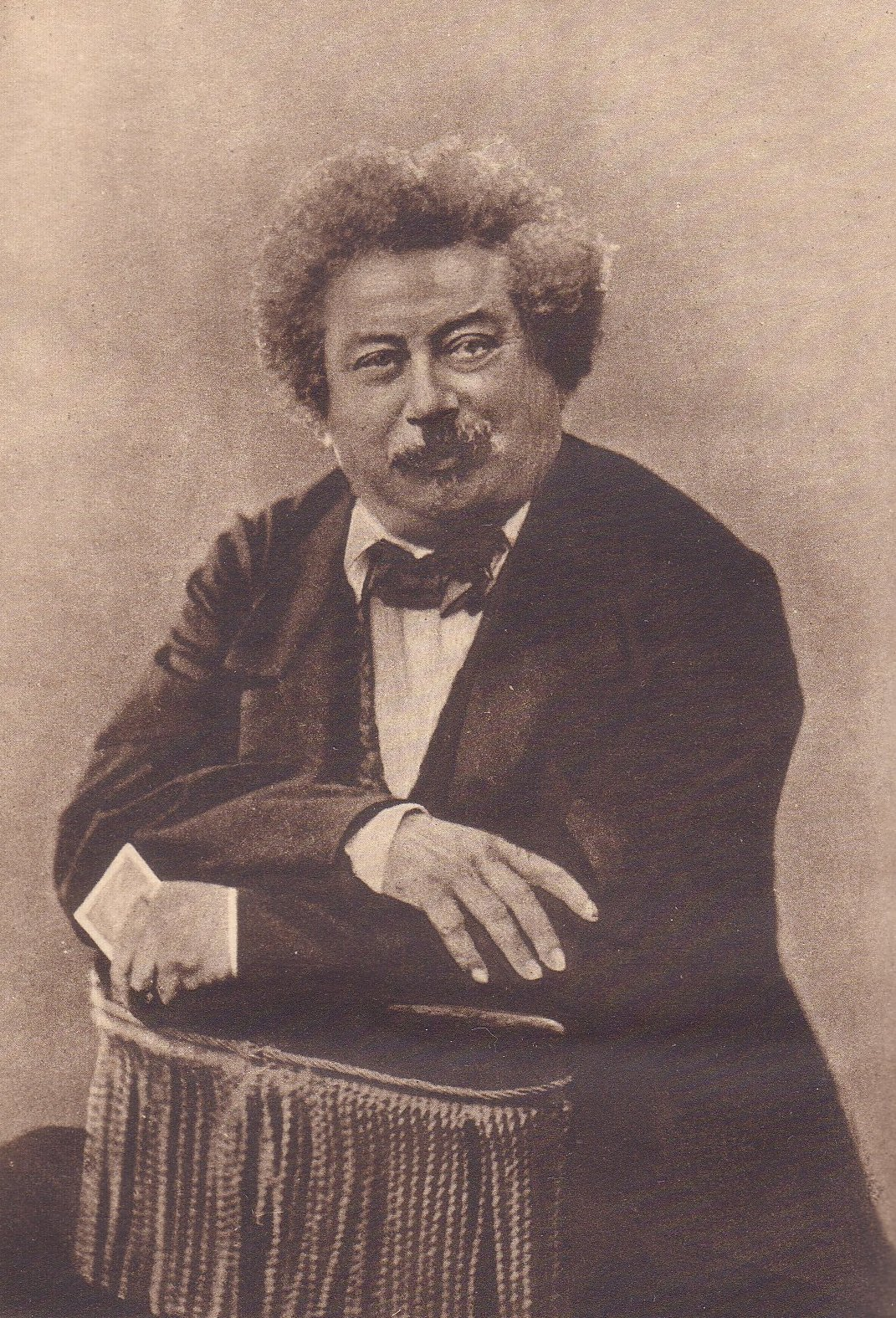
Alexandre Dumas père
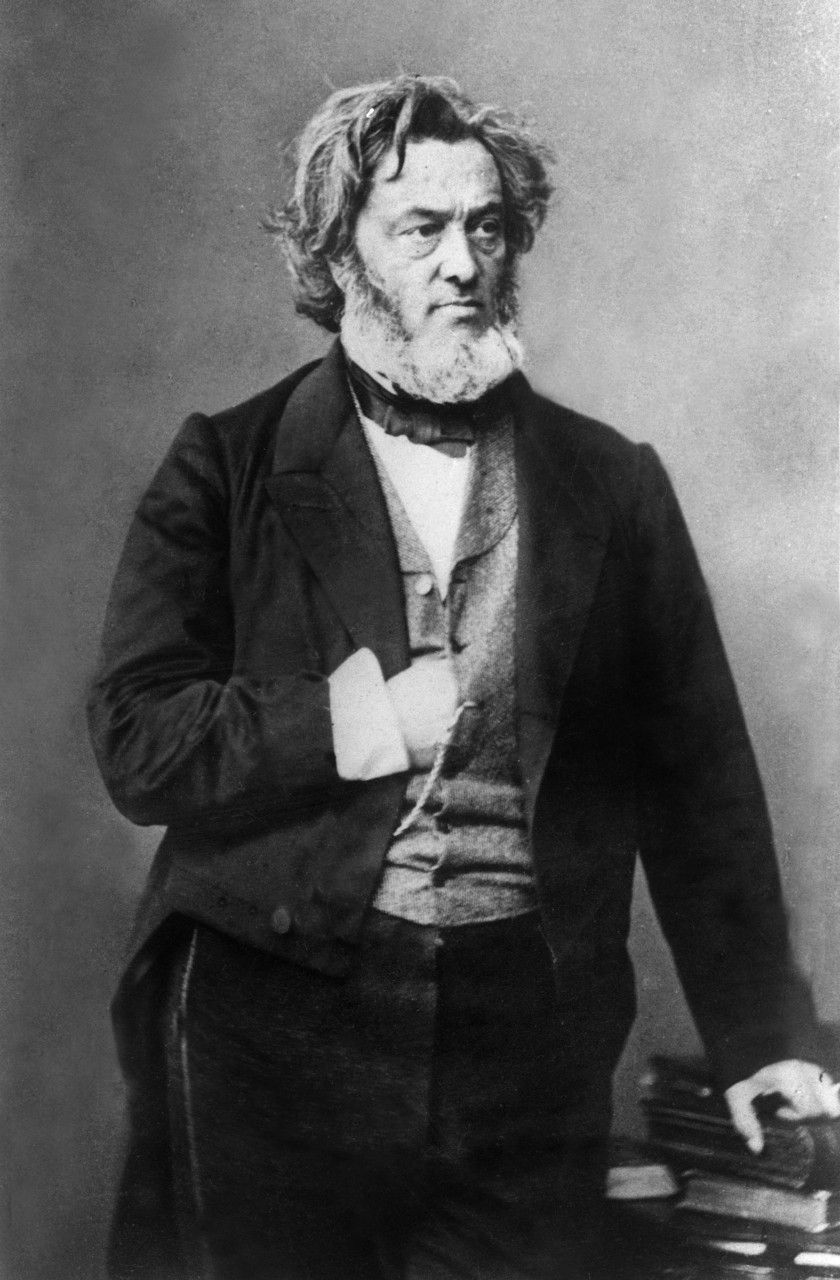
Jules Favre (1865)
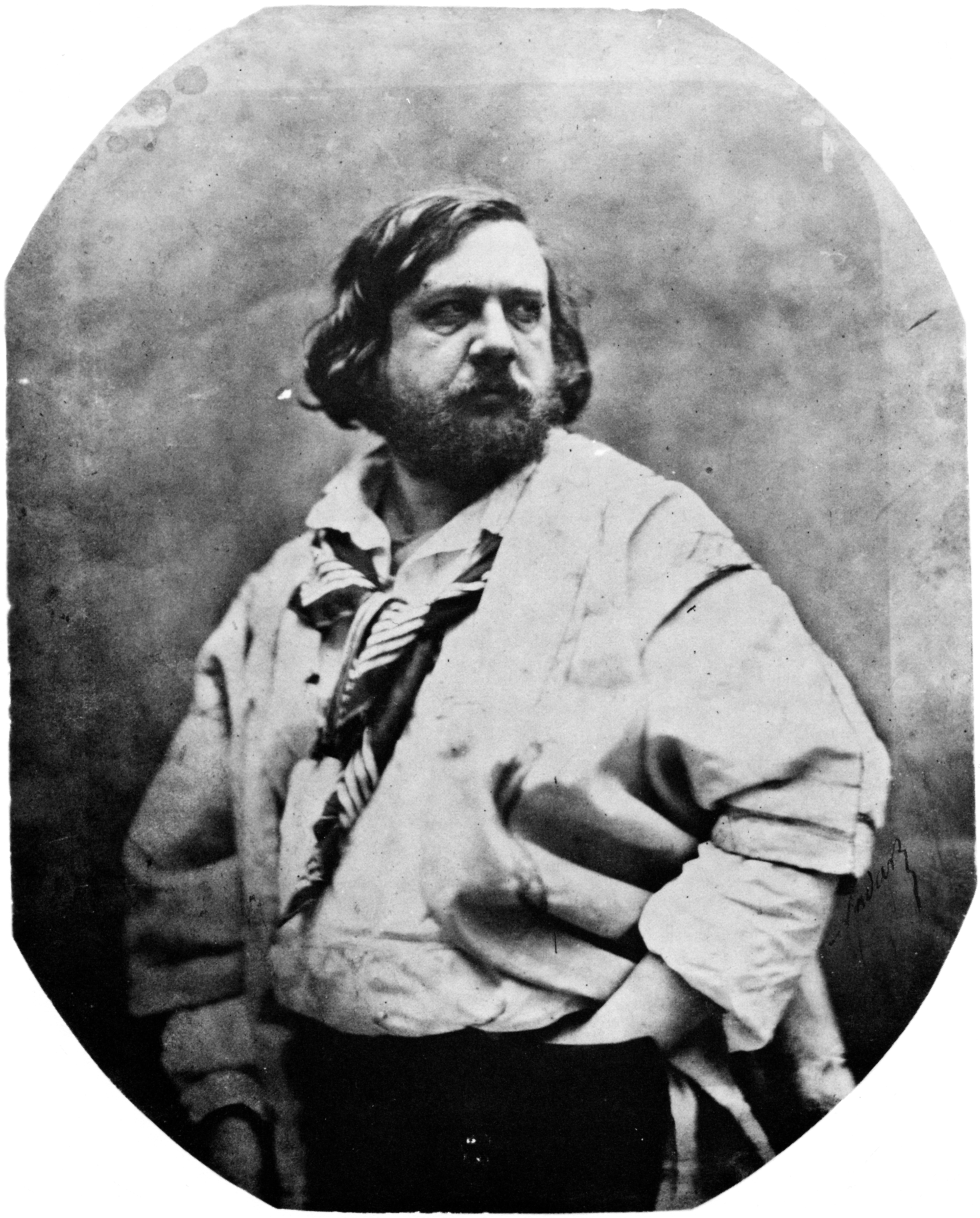
Théophile Gautier
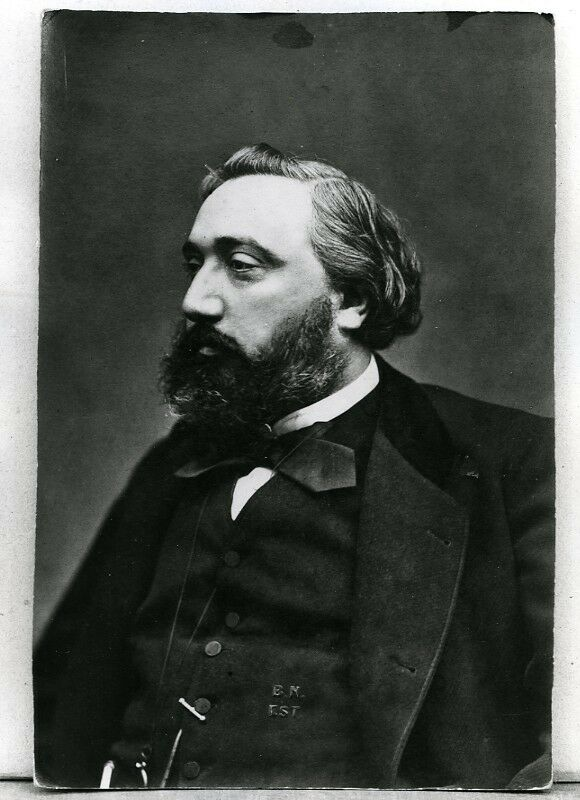
Léon Gambetta (1870)
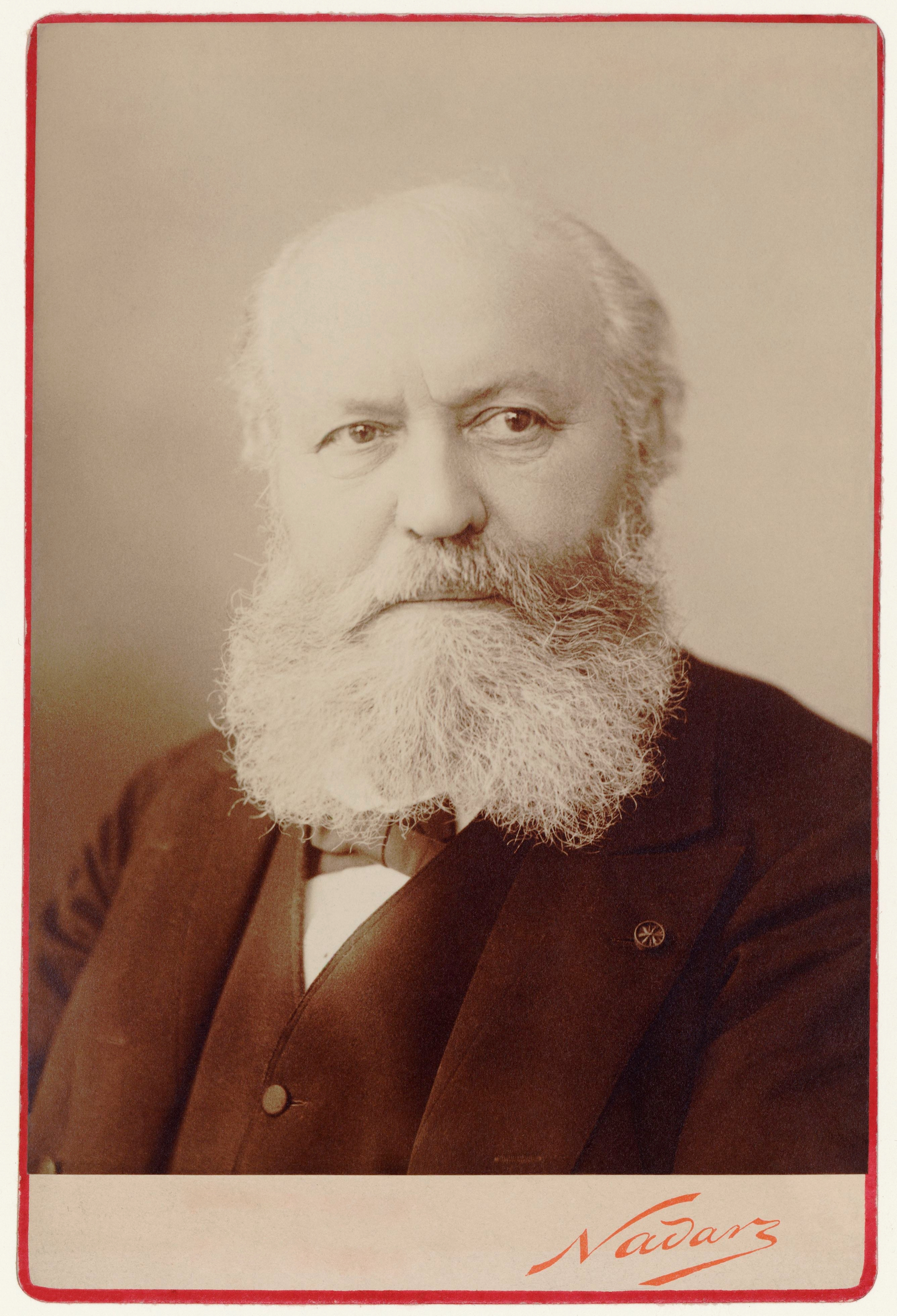
Charles Gounod (1890)
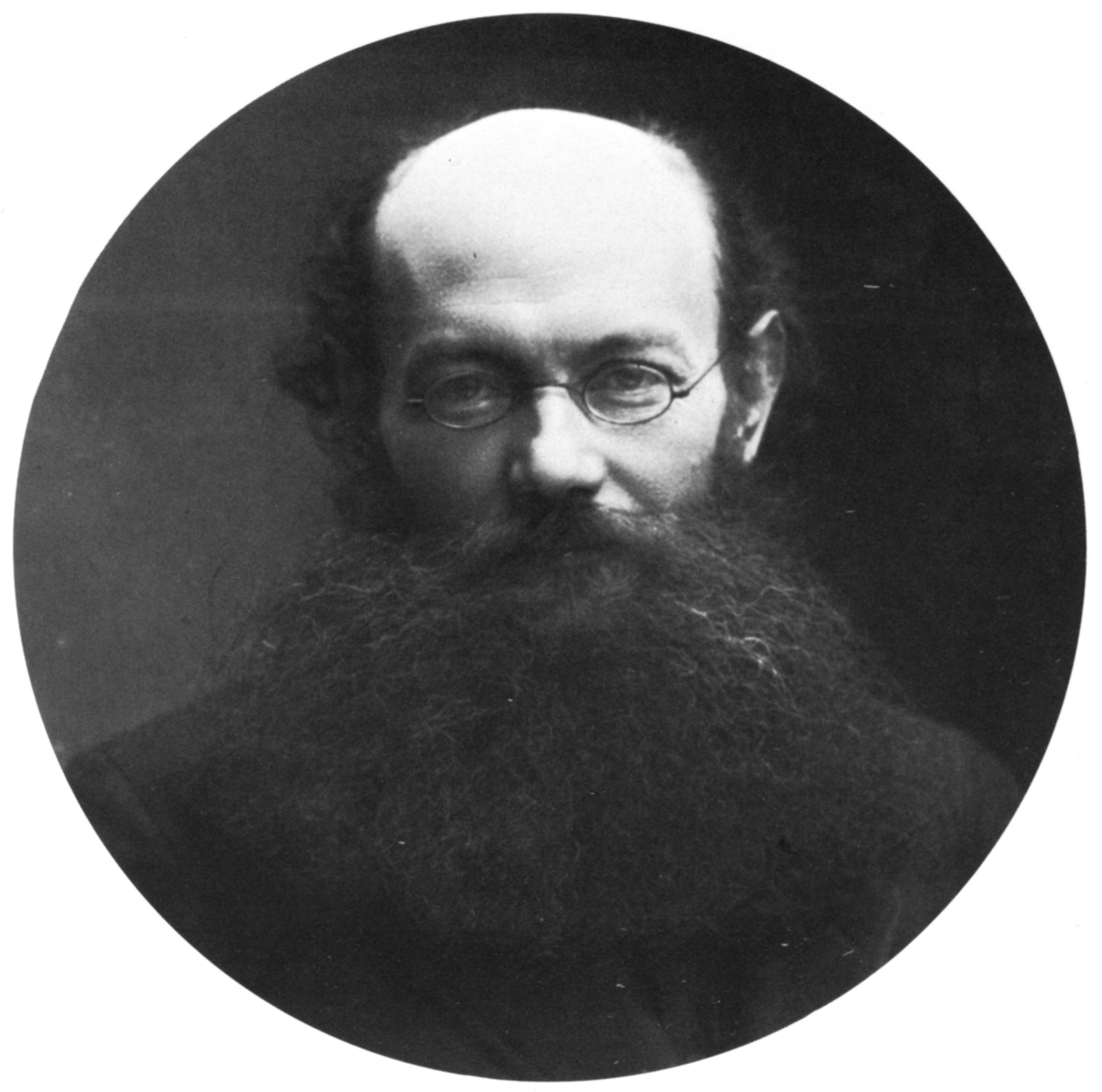
Pjotr Kropotkin
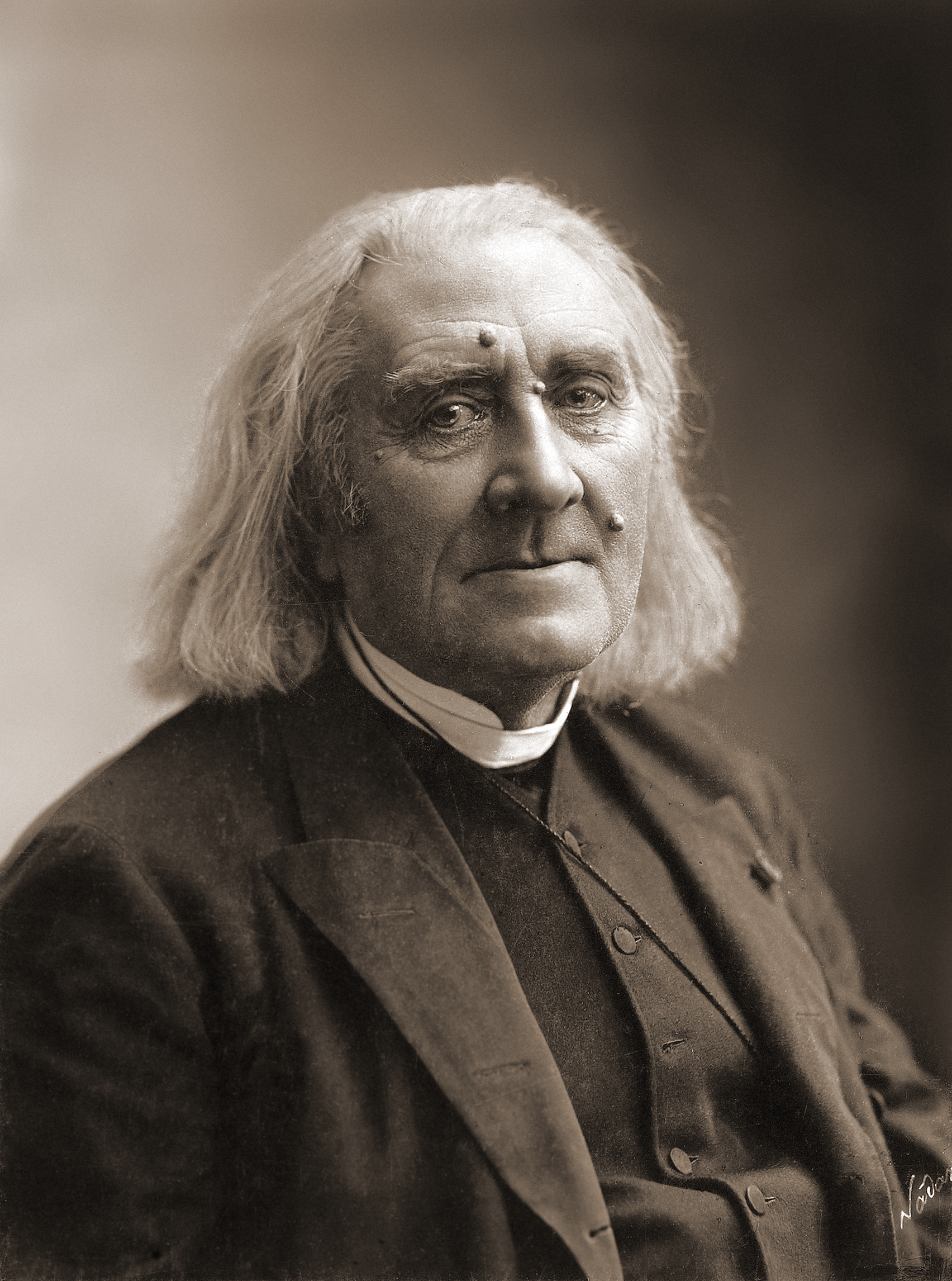
Franz Liszt
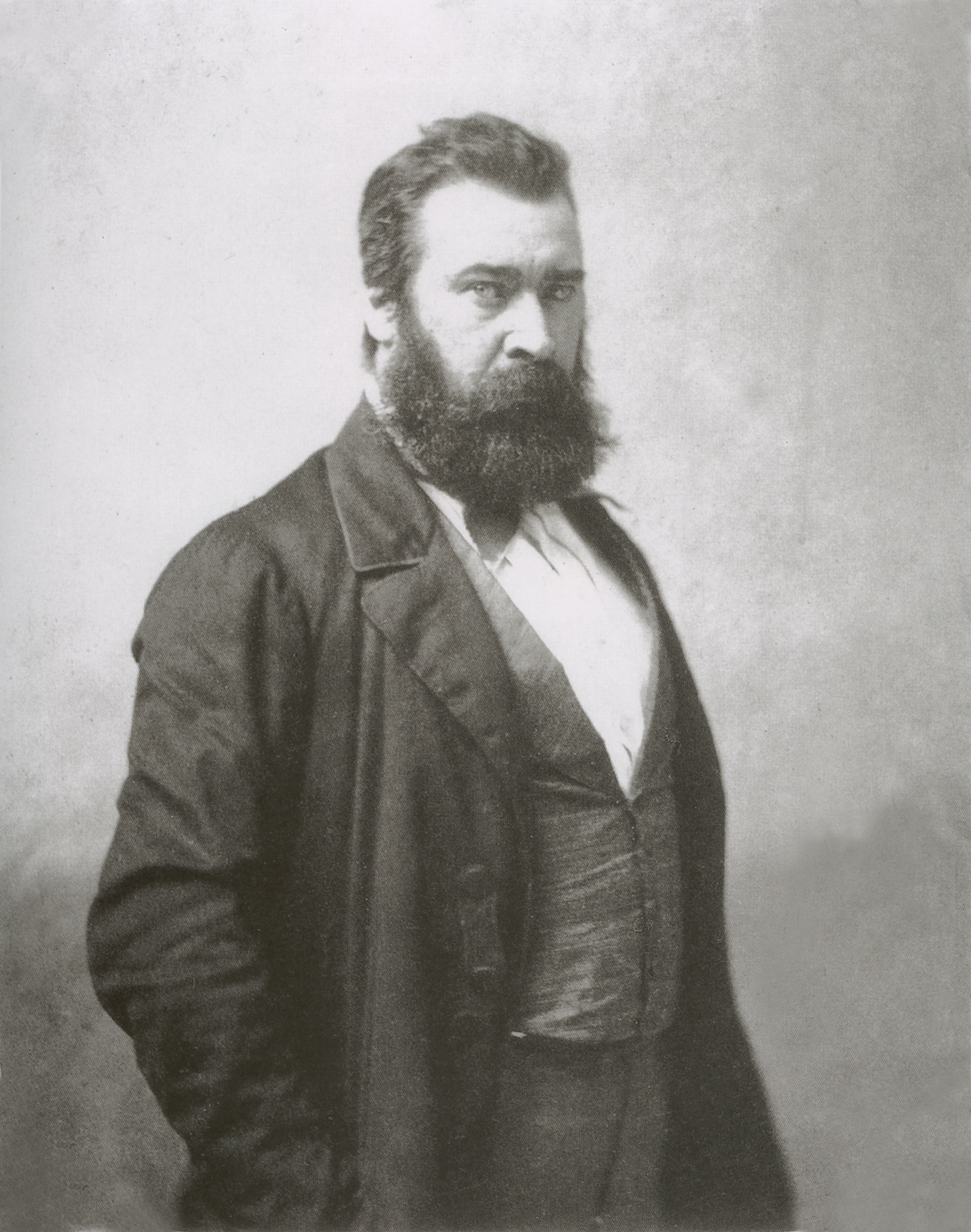
Jean-François Millet
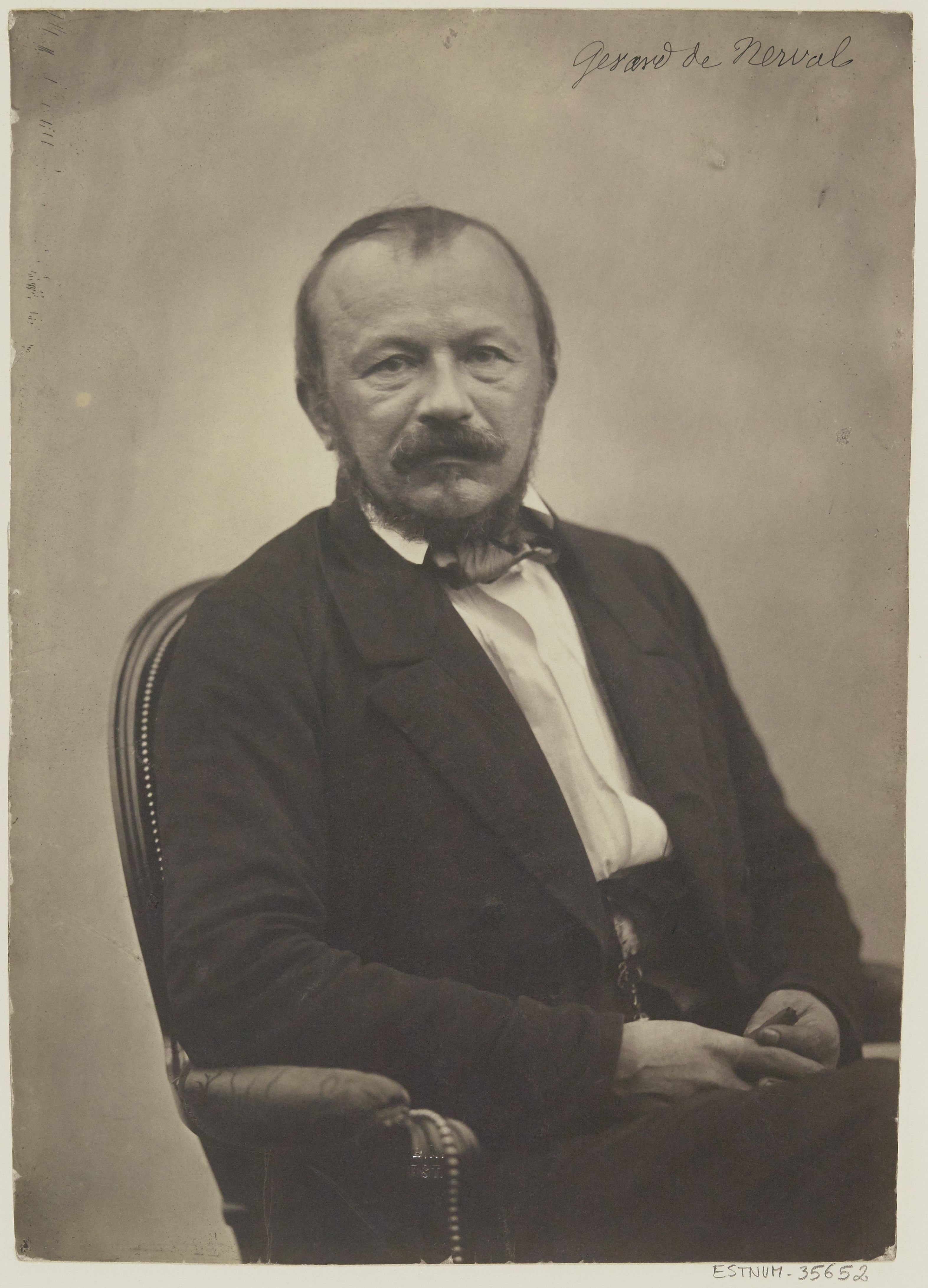
Gérard de Nerval
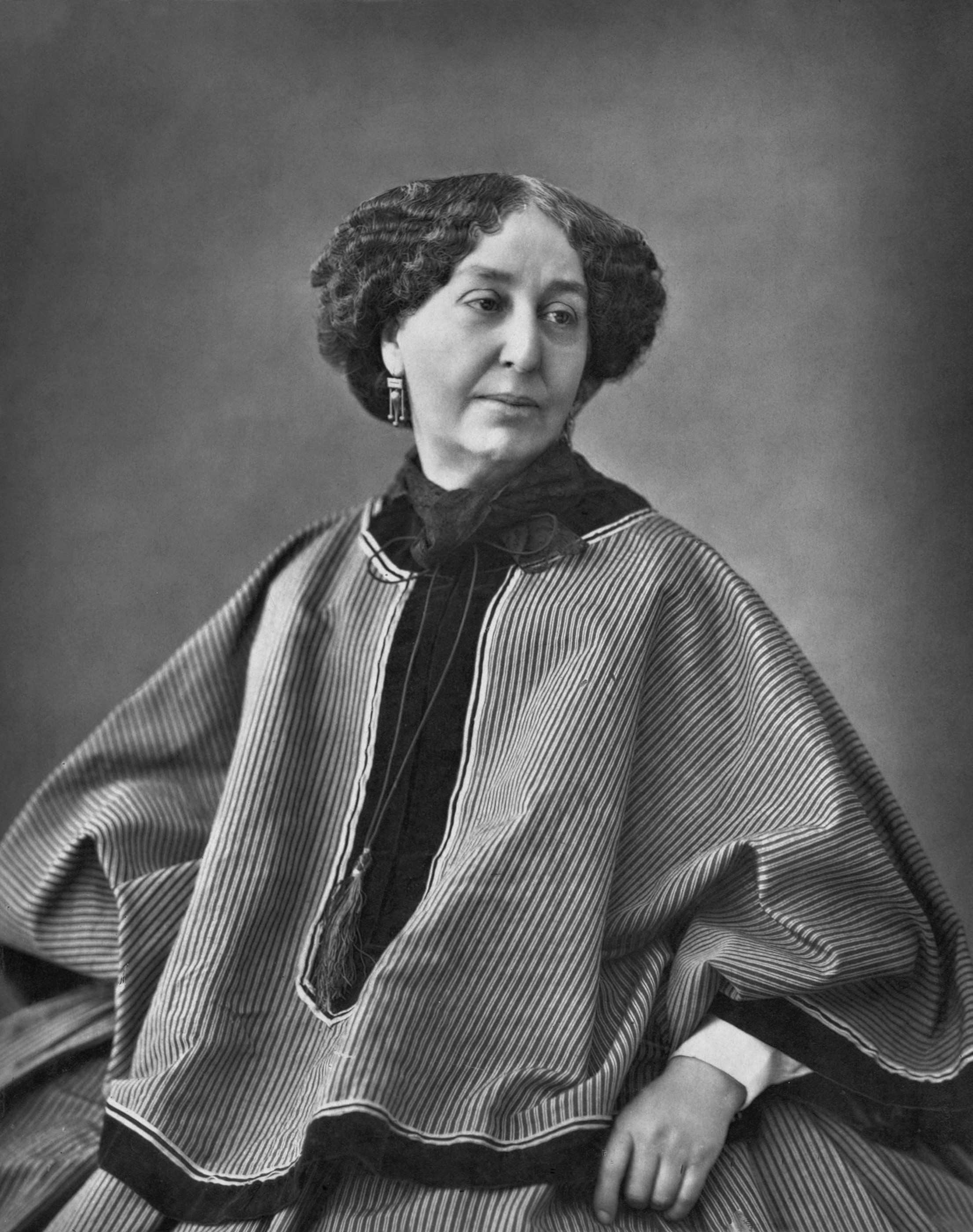
George Sand (1864)
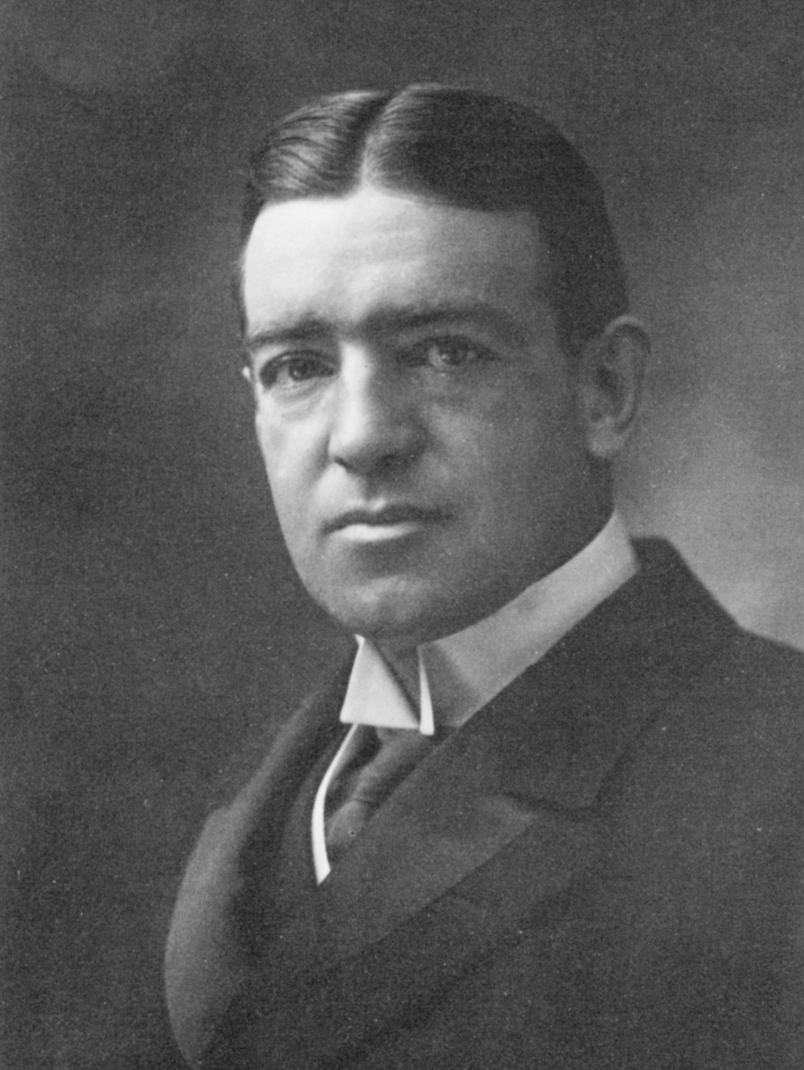
Ernest H. Shackleton
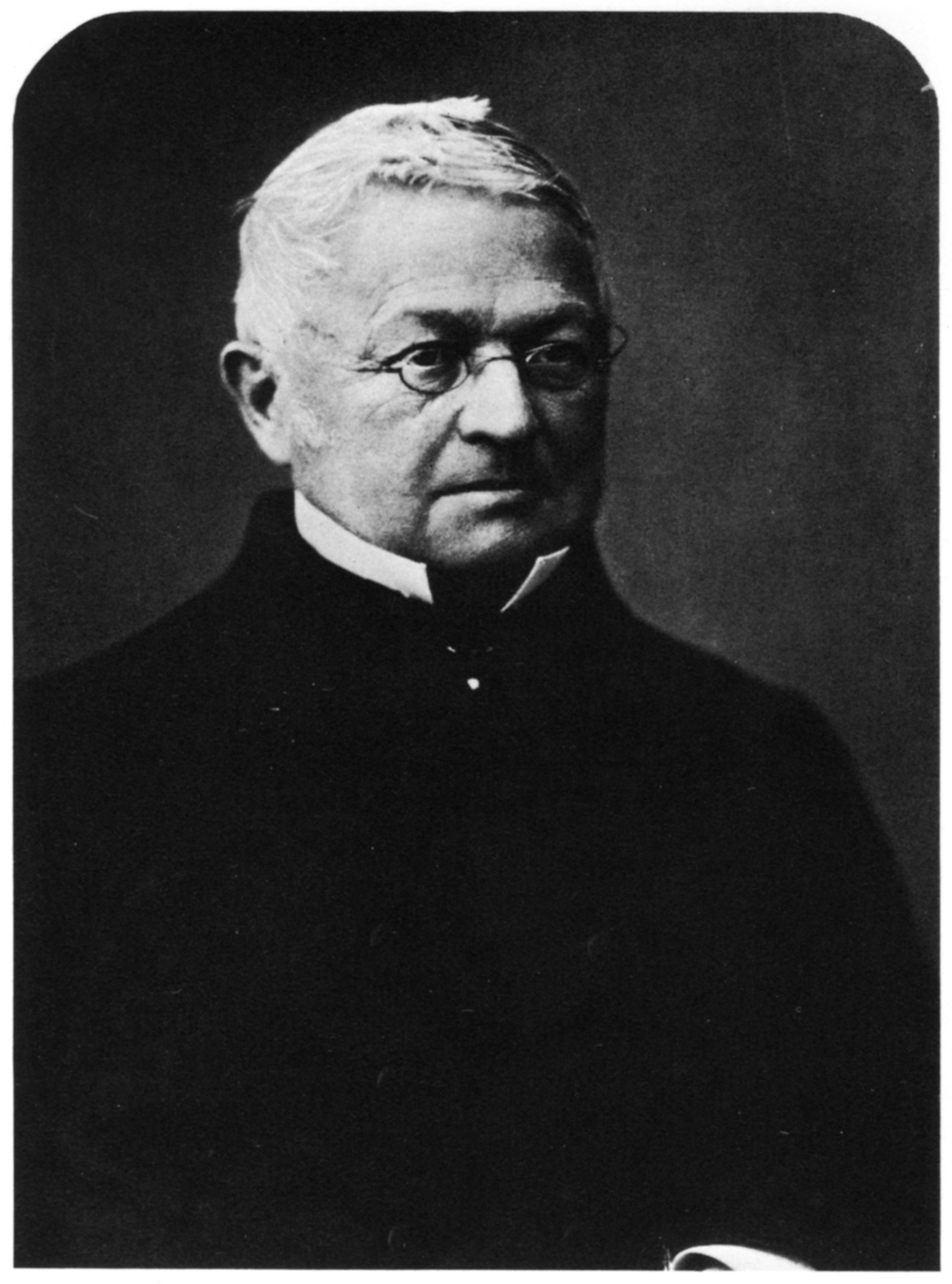
Adolphe Thiers
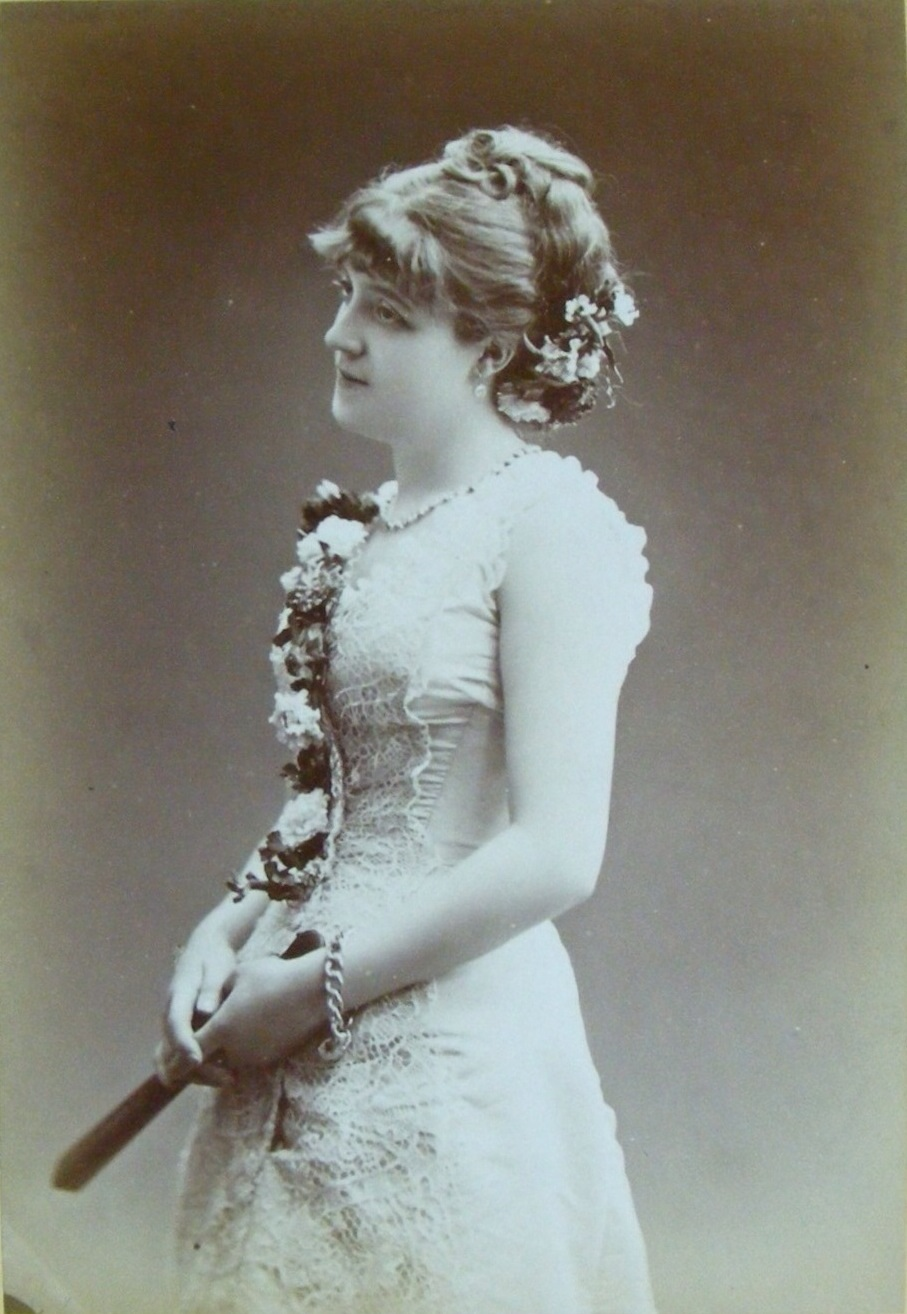
Ellen Andrée

## Uitgave
A. Barret (1976), 50 portraits de ses illustres contemporains

## Werk in openbare collecties (selectie)
- Rijksmuseum Amsterdam[3]

- Bibsys: 90598299
- Biblioteca Nacional de España: XX1153442
- Bibliothèque nationale de France: cb119173388 (data)
- Catàleg d'autoritats de noms i títols de Catalunya: 981058528103706706
- CiNii: DA00910741
- Digitale Bibliotheek voor de Nederlandse Letteren: nada001
- Stuttgart Database of Scientific Illustrators 1450–1950: 6105
- Gemeinsame Normdatei: 118586181
- International Standard Name Identifier: 0000 0001 2141 8535
- KulturNav: 9b953d9e-cf64-4902-a33d-168ff444989e
- Library of Congress Control Number: n50014563
- Nationale Bibliotheek van Letland: 000007883
- Bibliotheek van het Japanse parlement: 00450945
- National Gallery of Victoria: 2170
- Nationale Bibliotheek van Tsjechië: nlk20000089923
- Nationale bibliotheek van Australië: 35553829
- Nationale Bibliotheek van Israël: 987007300344805171
- Nationale Bibliotheek van Polen: a0000001692347
- Nederlandse Thesaurus van Auteursnamen: 068778864
- PIC: 2479
- RKD-Nederlands Instituut voor Kunstgeschiedenis: 233529
- Istituto Centrale per il Catalogo Unico: CFIV007221
- LIBRIS: 195792
- SNAC: w6j68f42
- Système universitaire de documentation: 027043827
- Trove: 993911
- Union List of Artist Names: 500005199
- Virtual International Authority File: 84808952
- WorldCat: E39PBJhGXKhHX669Fb38MCHpyd